# Tomșanca, Argeș
Tomșanca este un sat în comuna Buzoești din județul Argeș, Muntenia, România.
Legende locale prin viu grai
1. Legenda haiducului Tomșa – Satul Tomșanca
Se spune că satul Tomșanca își trage numele de la un haiduc legendar, Tomșa, care, împreună cu ceata sa, se ascundea în pădurile dese din zonă. Legenda povestește că Tomșa era un justițiar care împărțea averile boierilor celor sărmani. După ce a fost trădat, a fost capturat și executat, iar în amintirea sa, localnicii au numit așezarea Tomșanca.
2. "Lupii de la hotar" – între Tomșanca și Șerboeni
O poveste populară spune că în trecut, când granițele dintre satele Tomșanca și Șerboeni erau doar poteci de pădure, în acea zonă păzeau „lupii Domnului”. Se spune că acești lupi nu atacau oamenii care treceau cu gânduri bune, dar dacă cineva voia să fure, să pângărească sau să facă rău, animalele apăreau din nicăieri și-l goneau până nu mai prindea suflu. De atunci, oamenii își binecuvântau gândurile și spuneau o rugăciune când mergeau pe acel drum.